# Gmina Tearce
Gmina Tearce (mac. Општина Теарце) – gmina wiejska w północnej Macedonii Północnej.
Graniczy z gminami: Tetowo od zachodu, Jegunowce od południa i wschodu oraz z Kosowem od północy.
Skład etniczny
- 84,39% – Albańczycy
- 12,19% – Macedończycy
- 2,29% – Turcy
- 1,13% – pozostali

W skład gminy wchodzi:
- 13 wsi: Brezno, Dobroszte, Głodżi, Jelosznik, Leszok, Neproszteno, Neraszte, Odri, Prszowce, Prwce, Słatino, Warwara, Tearce.